# Wünschendorf/Elster
Wünschendorf/Elster település Németországban, azon belül Türingiában. Lakosainak száma 2740 fő (2023. december 31.).

## Népesség
A település népességének változása:
| Lakosok száma | 2836 | 2822 | 2788 | 2773 | 2740 |
|               | 2017 | 2019 | 2021 | 2022 | 2023 |